# 김종숙 (1956년 2월)
김종숙(金鍾淑, 1956년 2월 20일 ~ )은 대한민국의 제5·6·7·8대 전라북도 군산시의원이다.

## 학력
- 5년제 한국방송통신대학교 행정학과 학사 졸업
- 서해대학 케어사회복지학과 전문 학사 졸업
- 호원대학교 사회복지학과 학사 졸업

### 비학위 수료
- 국립군산대학교 대학원 행정학 석사 과정 수료

## 경력
- 군산 성폭력상담소 총무이사
- 지곡초등학교 운영위원회 부위원장
- 민주평화통일자문회의 전라북도 군산시 협의회 사무국장
- 열린우리당 전북도당 군산시 여성위원장
- 민주당 전북도당 군산시 지역위원회 여성위원장
- 시·군조례 소통특별위원회 위원장
- 노인장기요양보험 등급 판정 심의위원
- 문재인 대통령 후보 정무특보
- 전주지방법원 군산지원 가사조정위원
- 동군산포럼 공동의장
- 군산시 산악연맹 부회장
- 군산시 체육회 이사
- 김해김씨 종친회 여성회장
- 2006.07 ~ 2010.06 제5대 전라북도 군산시의회 의원
- 2006.07 ~ 2008.07 제5대 전라북도 군산시의회 전반기 행정복지위원회 위원
- 2006.07 ~ 2008.07 제5대 전라북도 군산시의회 전반기 예산결산특별위원회 위원
- 2008.07 ~ 2010.06 제5대 전라북도 군산시의회 후반기 경제건설위원회 위원
- 2010.07 ~ 2014.06 제6대 전라북도 군산시의회 의원
- 2010.07 ~ 2012.07 제6대 전라북도 군산시의회 전반기 행정복지위원회 위원
- 2010.07 ~ 2012.07 제6대 전라북도 군산시의회 전반기 예산결산특별위원회 위원
- 2011.02 ~ 2011.04 제6대 전라북도 군산시의회 폐기물환경특별위원회 위원
- 2011.07 ~ 2011.07 제6대 전라북도 군산시의회 행정복지위원회 행정사무감사 위원
- 2012.07 ~ 2014.06 제6대 전라북도 군산시의회 후반기 행정복지위원회 위원
- 2012.07 ~ 2014.06 제6대 전라북도 군산시의회 후반기 예산결산특별위원회 위원장
- 2013.11 ~ 2013.11 제6대 전라북도 군산시의회 행정복지위원회 행정사무감사 위원
- 2014.07 ~ 2018.06 제7대 전라북도 군산시의회 의원
- 2014.07 ~ 2016.07 제7대 전라북도 군산시의회 전반기 행정복지위원회 위원장
- 2016.07 ~ 2018.06 제7대 전라북도 군산시의회 후반기 예산결산특별위원회 위원
- 2016.07 ~ 2018.06 제7대 전라북도 군산시의회 후반기 행정복지위원회 위원
- 2016.07 ~ 2016.07 제7대 전라북도 군산시의회 행정복지위원회 행정사무감사 위원
- 2017.11 ~ 2017.11 제7대 전라북도 군산시의회 행정복지위원회 행정사무감사 위원
- 2018.07 ~ 2019.04 제8대 전라북도 군산시의회 의원
- 2018.07 ~ 2019.04 제8대 전라북도 군산시의회 전반기 예산결산특별위원회 위원
- 2018.07 ~ 2019.04 제8대 전라북도 군산시의회 전반기 행정복지위원회 위원
- 2018.11 ~ 2018.11 제8대 전라북도 군산시의회 행정복지위원회 행정사무감사 위원
- 2019.04.23 더불어민주당 탈당

## 수상
- 자원봉사대상
- 호남유권자연대 최우수의원상
- 대한민국 지방자치 충효대상
- 장애인권익향상 공로패
- 전북지방경찰청장 감사장
- 문재인 대통령상 수상

## 공직선거법 위반
2019년 4월 12일 학력위조 혐의로 인해 1심 전주지법 군산지원에서 당선무효형에 해당되는 징역 4월에 집행유예 2년을 선고 받았다. 이유는 고등학교를 졸업한 사실이 없음에도 대학과 대학원 석사학위과정까지 마쳤다고 기재한 혐의로 기소되었기 때문이다. 이후 더불어민주당을 탈당한 것을 거쳐 4월 23일에 사직서를 제출하였다.

## 역대 선거 결과
|  | 36.03% |

|  | 19.18% |

|  | 27.10% |

|  | 18.25% |